# Kaltlufttropfen
Als Kaltlufttropfen bezeichnen Meteorologen ein Höhentief in der oberen Troposphäre. Es entsteht durch einen Abschnürprozess.

## Aufbau
Er besteht aus sehr kalter Luft polaren Ursprungs, hat typischerweise eine horizontale Ausdehnung von 300 bis 1000 km und befindet sich in 5.000 bis 10.000 Meter Höhe über dem Meeresspiegel. Ein Kaltlufttropfen ist am Boden nicht als Tiefdruckgebiet erkennbar; allenfalls macht er sich durch eine geringe zyklonale Ausbuchtung der Isobaren bemerkbar. Ein Kaltlufttropfen hat auch keine Fronten. Doch sind bei seinem Durchzug etwa dieselben Wettererscheinungen wie bei einem Tief, nur in umgekehrter Reihenfolge, zu beobachten:
- Vorderseite: Besonders im Winter Wolkenformationen mit Schauern wie bei einer Kaltfront, sonst durch Absinkprozesse Bewölkungsrückgang oder auflockernde Bewölkung.
- Rückseite: Gebiet geschlossener Aufgleitbewölkung mit zum Teil länger anhaltenden Niederschlägen wie bei einer Warmfront – im Sommer nicht so stark ausgeprägt.
- Zentrum: Niedrige Höhentemperaturen bewirken hohe Labilität, daher häufig hochreichende Quellbewölkung mit Schauern und Gewittern, besonders im Sommer. Als beispielhaft für eine solche Schwergewitterlage gilt die Wetterlage, die im Juli 1965 zur sogenannten Heinrichsflut in Nordhessen, Ostwestfalen und Südniedersachsen führte.

Ein Barometer am Boden kann trotz eines vorhandenen Kaltlufttropfens Hochdruck anzeigen und damit „schönes Wetter“ vermuten lassen. Meist ist es jedoch stark bewölkt und die in der Höhe entstehenden langlebigen Wirbel können für heftige Gewitter, im Winter für Schneefälle sorgen.

## Verhalten
Das Verhalten von Kaltlufttropfen gibt den Modellberechnungen immer noch große Schwierigkeiten auf. Welche genaue Zugrichtung er nimmt – oder ob er gar weitgehend ortsbeständig ist – bleibt schwer vorherzusagen. Einen Anhaltspunkt bietet die Erfahrung, dass sie etwa der Strömung am Boden folgen. Eine Prognose bei Wettersituationen, in denen Kaltlufttropfen im Spiel sind, enthält daher einen hohen Unsicherheitsfaktor. Bisweilen lässt sich die Wetterentwicklung  kaum für die nächsten 24 bis 36 Stunden abschätzen.

## Gota Fría
In Spanien verursachen Kaltlufttropfen speziell im Herbst immer wieder intensive Niederschläge und Unwetter. Wenn die Oberflächentemperatur des Mittelmeeres noch relativ hoch ist und sich ein Höhentief südlich von Spanien befindet, kann viel aufsteigende Feuchtigkeit durch die gegen den Uhrzeigersinn rotierenden Luftmassen über das spanische Festland befördert werden. Wenn mehrere Faktoren zusammenwirken (Luftdruck in tieferen Lagen, Jetstreams, Orographie etc.), entstehen Unwetter, die nach der spanischen Übersetzung für Kaltlufttropfen Gota Fría genannt werden (wörtlich: „kalter Tropfen“). Da seit den 1980er Jahren Gota Fría zunehmend als Bezeichnung für jede Art von Starkregen verwendet wird, sind spanische Meteorologen dazu übergegangen, Kaltlufttropfen als depresión aislada en niveles altos (DANA, deutsch: „isoliertes Höhentief“) zu bezeichnen.
Das DANA-Phänomen wird hauptsächlich mit dem spanischen Festland und dem Mittelmeer in Verbindung gebracht, ist aber nicht auf diese Regionen beschränkt. Es kann tatsächlich auch im Atlantik auftreten, einschließlich den Kanarischen Inseln.
Diese haben ein ganzjährig mildes Klima mit relativ warmen Meerestemperaturen, was zur Entstehung aufsteigender feuchter Luftmassen beiträgt. Wenn sich ein isoliertes Höhentief bildet und über diese warmen und feuchten Luftmassen hinwegzieht, kann dies zu starken Unwettern und intensiven Niederschlägen führen, ähnlich wie auf dem spanischen Festland.
Eine Gota Fría führte beispielsweise zur Großen Flut von Valencia 1957 und zur Flutkatastrophe in Spanien 2024 mit mehr als 200 Toten.